# متسومریکو
متسومریکو (به ایتالیایی: Mezzomerico) یک کومونه در ایتالیا است که در استان نووارا واقع شده‌است.

## خصوصیات
متسومریکو ۷٫۶ کیلومترمربع مساحت و ۱٬۰۰۵ نفر جمعیت دارد.